# NGC 4928
NGC 4928 (другие обозначения — MCG -1-33-75, IRAS13004-0749, PGC 45052) — галактика в созвездии Дева.
Этот объект входит в число перечисленных в оригинальной редакции «Нового общего каталога».